# نيفينكا تاديتش
نيفينكا تاديتش (بالإنجليزية: Nevenka Tadić)‏ (وبالأبجدية السيريلية الصربية:: Невенка Тадић) من مواليد عام 1926 في بييلينا، أوبلاست في توزلا، المملكة الصربية والكرواتية والسلوفينية وهي أخصائية عصبية معروفة بعملها في العلاج النفسي للأطفال. وهي أم بوريس تاديتش، الرئيس السابق لصربيا والقائد الحالي للحزب الديمقراطي الاجتماعي.

## نشأتها
ولدت نيفينكا تاديتش لأم تدعى ميليتشا من قرية درينوفاك رادوتشكي في ليكا بالقرب من بييلينا. تزوجت والدتها هناك، وأنجبت ابن وابنتين. كان والد نيفينكا، ستراهينجا كيزانوفيتش، تاجرا ثريا ومالك للأرض، وكزعيم للحزب الزراعي في Semberija قبل الحرب العالمية الثانية ، كان مرشحاً مرتين ليصبح عضوا في برلمان يوغوسلافيا. قتل في عام 1942 من قبل Ustaše في معسكر اعتقال Jadovno ، خلال الإبادة الجماعية في الحرب العالمية الثانية.

## عملها
بعد الحرب، حصلت تاديتش على شهادتها الطبية من جامعة بلغراد (مدرسة بلغراد الطبية). وتخصصت في طب النفس والأعصاب في سراييفو ، حيث عملت من عام 1954 إلى عام 1962. وفي عام 1957، ذهبت إلى مستشفى بيتي سالبترير في باريس وهناك، عملت جنبا إلى جنب مع بعض أبرز المحللين النفسيين الفرنسيين مثل سيرج ليبوفيتشي ورينيه دياتكين وجورج هيور. وبعد ذلك عملت في بلغراد في معهد الصحة العقلية وعملت كأستاذة في كلية علم العيوب (أعيدت تسميتها اليوم إلى كلية التربية الخاصة وإعادة التأهيل). وهي مؤلفة للعديد من الكتب والمقالات التي تتعلق بشكل رئيسي بالتحليل النفسي للأطفال. كما قامت بترجمة كتاب La Psychanalyse de l'enfant «التحليل النفسي للطفل» من تأليف فيكتور سميرنوف من الفرنسية عام 1970.

## حياتها الشخصية
تزوجت نيفينكا تاديتش من الفيلسوف الصربي ليوبومير تاديتش (الذي تُوفي في 31 ديسمبر 2013)، التقى بها زوجها أثناء دراستها في جامعة سراييفو. لديها طفلان - فجيرا (رادوفيتش) (من مواليد 1952) وابنها بوريس (مواليد 1958) ، كل منهما تعلم الطب النفسي. كان بوريس تاديتش رئيس صربيا وزعيم الحزب الديمقراطي الصربي من 2004 إلى 2012. وفي فبراير 2014 ، ترك بوريس تاديتش الحزب الديمقراطي ليصبح رئيس الحزب الديمقراطي الاجتماعي.
تعيش نيفينكا تاديتش حاليا بلغراد.